# Alfred Hässelberg
Alfred Hässelberg, född 18 april 1890 i Hovmantorps församling, Kronobergs län, död 26 mars 1966 i Halmstad, var en svensk lärare, folkskoleinspektör och ursprungsförfattare av "Svensk ordlista" som senare getts ut med Sture Allén som medförfattare.
Han tog folkskollärarexamen i Växjö 1912, studentexamen 1916 och blev fil. kand. i Göteborg 1919. Han var folkskollärare i Ryssby 1913–1916 samt i Göteborg 1916–1930 där han även var hjälpskoleföreståndare 1926–1930. Som folkskolinspektör tillträdde han i Halmstad 1930.
Justitieministern anlitade honom som sakkunnig i ungdomsvårdskommittén 1941 och han biträdde som expert vid utredningar om särskild undervisning för "psykiskt efterblivna barn". Han hade flera förtroendeuppdrag, bland annat som ordförande i barnavårdsnämnden i Halmstad och som ledamot i Halmstads skolmuseum.
Alfred Hässelberg författade på egen hand ursprungsupplagan av Svensk ordlista 1927, vilken senare bearbetats av Sture Allén och getts ut med denne som medförfattare. Ordboken har tryckts i många upplagor, en 45:e upplaga kom år 2000, och är fortfarande i bruk i landets skolor. Hässelberg skrev även artiklar i pedagogiska frågor i tidningar och tidskrifter.
Han var från 1921 gift med Anna Charlotta, född Johansson (1894–1991), och hade en dotter med henne.